# Aarbergen
Aarbergen é um município da Alemanha, situado no distrito de Rheingau-Taunus, no estado de Hesse. Tem 33,94 km² de área, e sua população em 2019 foi estimada em 6.260 habitantes.